# جامعة ريفنا الحكومية للعلوم الإنسانية
جامعة ريفنا الحكومية للعلوم الإنسانية مؤسسة تعليم عالي أوكرانية، (بالأوكرانية: Рівненський державний гуманітарний університет) هي جامعة تقع في ريفنا أوبلاست، أوكرانيا. تأسست هذه الجامعة في سنة 1940